# Getto w Kobryniu

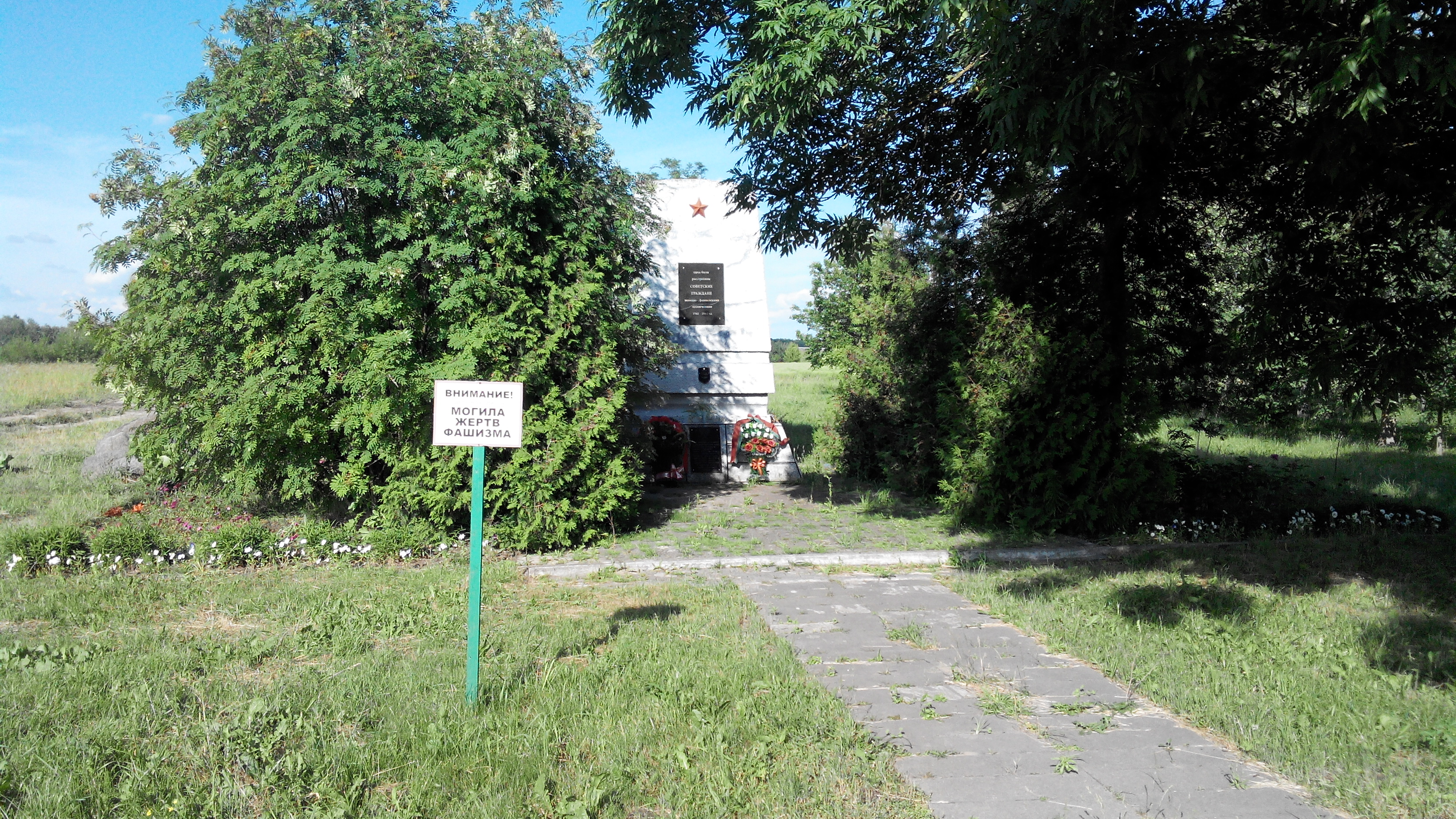
Miejsce pamięci (2017)

Getto w Kobryniu (jid. ‏קאברינער געטא‎; Kobriner geto) – żydowskie getto istniejące podczas okupacji niemieckiej w Kobryniu (w latach: 1941–1942).

## Historia
Przed wybuchem II wojny światowej Żydzi stanowili ok. 70% mieszkańców 10-tysięcznego Kobrynia. Po wkroczeniu wojsk niemieckich do miasta w czerwcu 1941 zostało wydane zarządzenie o obowiązku noszenia żółtych opasek (później: żółtych łat i opasek z gwiazdami Dawida). W lipcu 1941 przeprowadzono łapankę na ulicach miasta, w wyniku której 200 osób aresztowano, wywieziono poza jego granice i rozstrzelano. W łapance sierpniowej tego samego roku zebrano 180 chorych i nieprzydatnych do pracy, a później rozstrzelano.
We wrześniu 1941 władze niemieckie wydały rozporządzenie o utworzeniu dwóch przylegających do siebie gett żydowskich w centrum miasta: A (skupiającego osoby zdolne do pracy) i B (grupującego ludzi chorych i starych). Wiosną 1942 ok. 1,8 tys. mieszkańców getta B wywieziono i zamordowano w Bronnej Górze, a samo getto uległo likwidacji. Getto A rozwiązano 14 października 1942. SS, SD i Gestapo przeprowadziły wówczas akcję wywózki, a później rozstrzelania jego mieszkańców w okolicach folwarku Gubernia (Gubernja). Podczas likwidacji getta doszło do stawienia oporu zbrojnego przez część jego mieszkańców. Po zniesieniu getta niewielka liczba Żydów przedostała się do okolicznych lasów, zasilając partyzantkę (oddziały: brygady woroszyłowskiej w obwodzie witebskim i suworowskiej w rejonie Chojników), a niektórzy byli ukrywani przez kobryńskich Polaków. Za czynną pomoc Żydom (m.in. nielegalne wystawianie świadectw chrztu) rozstrzelani zostali 15 października 1942 dwaj polscy księża: proboszcz Jan Wolski (1887–1942) i wikariusz Władysław Grobelny (1919–1942).
Część kobryńskich Żydów, których uznano za przydatnych dla gospodarki niemieckiej, dotrwała do lata 1943, gdy rozstrzelano ich na podwórzu kobryńskiego więzienia.